# Slizák lepkavý
Slizák lepkavý (Chroogomphus rutilus) je jedlá houba z čeledi slizákovitých.

## Synonyma
- Agaricus gomphus Pers. 1800
- Agaricus rutilus Schaeff. 1774
- Chroogomphus britannicus A.Z.M. Khan & Hora 1978
- Chroogomphus corallinus O.K. Mill. & Watling 1970
- Cortinarius rutilus (Schaeff.) Gray 1821
- Chroogomphus rutilus var. corallinus (O.K. Mill. & Watling) Watling 2004
- Chroogomphus rutilus var. rutilus (Schaeff.) O.K. Mill. 1964
- Gomphidius corralinus (O.K. Mill. & Watling) Kotl. & Pouzar 1972
- Gomphidius rutilus (Schaeff.) S. Lundell 1937
- Gomphidius viscidus L. ex Fr.
- Gomphidius viscidus f. giganteus J.E. Lange 1940
- Gomphidius viscidus var. testaceus Fr. 1838[1]